# Forsvarskommandoen
Forsvarskommandoen (FKO) er Danmarks militærs overordnede kommandomyndighed. Forsvarskommandoen består af Forsvarschefen, som er underlagt Forsvarsministeren og har kommandoen over de underordnede kommandomyndigheder, samt Forsvarsstaben, som bistår ham heri. I Danmarks centraladministration er Forsvarskommandoen at sammenligne med en styrelse.
Forsvarskommandoen blev etableret med forsvarsloven af 1969, idet det bestemtes, at Forsvarsstaben, Hærkommandoen, Søværnskommandoen og Flyverkommandoen skulle sammenlægges. Som domicil valgtes Flyverkommandoens placering i Henriksholm ved Vedbæk – det var da en generel politik at flytte offentlige myndigheder bort fra det centrale København. Oprettelsen af Forsvarskommandoen afløste Forsvarsstaben, som indtil 1950 havde til huse på Kastellet inde i selve København. 24. juli 2006 flyttede Forsvarskommandoen ind i Søarsenalkomplekset på Holmen i København, det hidtidige hjemsted for Søværnets Materielkommando.

## Opbygning
Forsvarskommandoen bestod først og fremmest af forsvarschefen og Forsvarsstaben. Chefen for Forsvarsstaben var desuden forsvarschefens stedfortræder. Derudover fandtes der seks andre stabe, et ledelsessekretariat og et kommunikationssekretariat. Samlet var der ved nedlæggelsen cirka 250 ansatte, deraf 1/3 civilt ansatte.

### Organisation
Forsvarskommandoen består af to stabe og fem underlagte kommandoer.
|                      |                      |                      |                      |                      |                      |                      |                      |  |  |                                   |                                   |                                   |                                   |                                   |                                   |                                   |                                   |  |  |               |               |               |               |               |               |               |               |  |  | Forsvarskommandoen      |                         |                         |                         |                         |                         |                         |                         |  |  |                        |                        |                        |                        |                        |                        |                        |                        |  |  |                        |                        |                        |                        |                        |                        |                        |                        |  |  |                                     |                                     |                                     |                                     |                                     |                                     |                                     |                                     |
|                      |                      |                      |                      |                      |                      |                      |                      |  |  |                                   |                                   |                                   |                                   |                                   |                                   |                                   |                                   |  |  |               |               |               |               |               |               |               |               |  |  |                         |                         |                         |                         |                         |                         |                         |                         |  |  |                        |                        |                        |                        |                        |                        |                        |                        |  |  |                        |                        |                        |                        |                        |                        |                        |                        |  |  |                                     |                                     |                                     |                                     |                                     |                                     |                                     |                                     |
|                      |                      |                      |                      |                      |                      |                      |                      |  |  |                                   |                                   |                                   |                                   |                                   |                                   |                                   |                                   |  |  |               |               |               |               |               |               |               |               |  |  |                         |                         |                         |                         |                         |                         |                         |                         |  |  |                        |                        |                        |                        |                        |                        |                        |                        |  |  |                        |                        |                        |                        |                        |                        |                        |                        |  |  |                                     |                                     |                                     |                                     |                                     |                                     |                                     |                                     |
| Forsvarsstaben (FST) | Forsvarsstaben (FST) | Forsvarsstaben (FST) | Forsvarsstaben (FST) | Forsvarsstaben (FST) | Forsvarsstaben (FST) | Forsvarsstaben (FST) | Forsvarsstaben (FST) |  |  | Udviklings- og planlægningsstaben | Udviklings- og planlægningsstaben | Udviklings- og planlægningsstaben | Udviklings- og planlægningsstaben | Udviklings- og planlægningsstaben | Udviklings- og planlægningsstaben | Udviklings- og planlægningsstaben | Udviklings- og planlægningsstaben |  |  | Hærkommandoen | Hærkommandoen | Hærkommandoen | Hærkommandoen | Hærkommandoen | Hærkommandoen | Hærkommandoen | Hærkommandoen |  |  | Søværnskommandoen (SVK) | Søværnskommandoen (SVK) | Søværnskommandoen (SVK) | Søværnskommandoen (SVK) | Søværnskommandoen (SVK) | Søværnskommandoen (SVK) | Søværnskommandoen (SVK) | Søværnskommandoen (SVK) |  |  | Flyverkommandoen (FLK) | Flyverkommandoen (FLK) | Flyverkommandoen (FLK) | Flyverkommandoen (FLK) | Flyverkommandoen (FLK) | Flyverkommandoen (FLK) | Flyverkommandoen (FLK) | Flyverkommandoen (FLK) |  |  | Arktisk kommando (AKO) | Arktisk kommando (AKO) | Arktisk kommando (AKO) | Arktisk kommando (AKO) | Arktisk kommando (AKO) | Arktisk kommando (AKO) | Arktisk kommando (AKO) | Arktisk kommando (AKO) |  |  | Specialoperationskommandoen (SOKOM) | Specialoperationskommandoen (SOKOM) | Specialoperationskommandoen (SOKOM) | Specialoperationskommandoen (SOKOM) | Specialoperationskommandoen (SOKOM) | Specialoperationskommandoen (SOKOM) | Specialoperationskommandoen (SOKOM) | Specialoperationskommandoen (SOKOM) |

## Flytning 2006
Efter flytningen fra Henriksholm ved Vedbæk, flyttede Forsvarskommandoen til Holmen.

## Omorganiseringer
I 2013 foreslog regeringen at Forsvarskommandoen nedlægges og kommer under Forsvarsministeriet.
10. april 2014 indgik partierne bag forsvarsforliget en aftale om at nedlægge Forsvarskommandoen og samle de tre værns operative kommandoer i Karup . En stor del af Forsvarskommandoens opgaver, personel og dets mærke overgik til Værnsfælles Forsvarskommando. Pr. 1. januar 2019 overgik Værnsfælles Forsvarskommando igen til at hedde Forsvarskommandoen.